# Première circonscription de Saint-Quentin (1889-1919)
Pour les articles homonymes, voir Première circonscription de Saint-Quentin.
La première circonscription de Saint-Quentin est une ancienne circonscription législative de l'Aisne sous la Troisième République de 1889 à 1919.

## Description géographique et démographique
La 1re circonscription de Saint-Quentin regroupe le chef-lieu de l'arrondissement, Moÿ et Ribemont. Elle était l'une des 8 circonscriptions législatives du département de l'Aisne. Elle reprend les contours de l'ancienne 1re circonscription de Saint-Quentin de 1875 à 1885. 
Elle regroupait les divisions administratives suivantes : le canton de Moÿ, le canton de Saint-Quentin et le canton de Ribemont. 
La loi du 12 juillet 1919 supprime les circonscriptions du département avec l'instauration du scrutin de liste avec représentation proportionnelle.
La circonscription est recrée dans une nouvelle limite en 1927 par la loi du 21 juillet 1927.

## Historique des députations
| Législature       | Début            | Fin             | Député          | Parti / Idéologie | Parti / Idéologie          | Observation                                                                              |
| ----------------- | ---------------- | --------------- | --------------- | ----------------- | -------------------------- | ---------------------------------------------------------------------------------------- |
| Ve législature    | 12 novembre 1889 | 14 octobre 1893 | Léon Dumonteil  |                   | Boulangiste                | Avocat                                                                                   |
| VIe législature   | 15 octobre 1893  | 31 mai 1898     | François Hugues |                   | Républicains progressistes | Maire de Saint-Quentin (1886-1896)                                                       |
| VIIe législature  | 1er juin 1898    | 31 mai 1902     | François Hugues |                   | Républicains progressistes | Maire de Saint-Quentin (1886-1896)                                                       |
| VIIIe législature | 1er juin 1902    | 31 mai 1906     | François Hugues |                   | Républicains progressistes | Maire de Saint-Quentin (1886-1896)                                                       |
| IXe législature   | 1er juin 1906    | 7 mai 1907      | François Hugues |                   | Républicains progressistes | Maire de Saint-Quentin (1886-1896) Décédé en cours de mandat                             |
| IXe législature   | 7 juillet 1907   | 31 mai 1910     | Frédéric Hugues |                   | Union démocratique         | Maire de Fayet et frère du précédent Élu lors d'une élection partielle le 7 juillet 1907 |
| Xe législature    | 1er juin 1910    | 31 mai 1914     | Louis Ringuier  |                   | SFIO                       | Conseiller général du Saint-Quentin                                                      |
| XIe législature   | 1er juin 1914    | 7 décembre 1919 | Louis Ringuier  |                   | SFIO                       | Conseiller général du Saint-Quentin                                                      |

## Historique des résultats

### Élections de 1889
Les élections législatives françaises de 1889 ont eu lieu le 22 septembre et le 6 octobre 1889.
|                | Léon Dumonteil  | Boulangiste    | 7 197  | 52,62  |  |  |
|                | François Hugues | Républicain    | 4 029  | 29,46  |  |  |
|                | M. Touron       | Républicain    | 1 774  | 12,97  |  |  |
|                | M. Renard       | Socialiste     | 677    | 4,95   |  |  |
|                |                 |                |        |        |  |  |
| Inscrits       | Inscrits        | Inscrits       | 19 262 | 100,00 |  |  |
| Abstentions    | Abstentions     | Abstentions    | 5 562  | 28,88  |  |  |
| Votants        | Votants         | Votants        | 13 700 | 71,12  |  |  |
| Blancs et nuls | Blancs et nuls  | Blancs et nuls | 23     | 0,17   |  |  |
| Exprimés       | Exprimés        | Exprimés       | 13 677 | 99,83  |  |  |

### Élections de 1893
Les élections législatives françaises de 1893 ont eu lieu le 20 août et le 3 septembre 1893.
| Candidat         | Candidat        | Parti          | Premier tour | Premier tour | Second tour | Second tour |
| Candidat         | Candidat        | Parti          | Voix         | %            | Voix        | %           |
| ---------------- | --------------- | -------------- | ------------ | ------------ | ----------- | ----------- |
|                  | François Hugues | Républicain    | 5 750        | 41,79        | 6 816       | 51,00       |
|                  | M. Brault       | Socialiste     | 3 150        | 22,89        | 6 550       | 49,00       |
|                  | M. Touron       | Républicain    | 2 692        | 19,56        | Retrait     | Retrait     |
|                  | Léon Dumonteil* | Boulangiste    | 2 168        | 15,76        | Retrait     | Retrait     |
|                  |                 |                |              |              |             |             |
| Inscrits         | Inscrits        | Inscrits       | 18 467       | 100,00       | 18 256      | 100,00      |
| Abstentions      | Abstentions     | Abstentions    | 4 512        | 24,43        | 4 506       | 24,68       |
| Votants          | Votants         | Votants        | 13 955       | 75,57        | 13 750      | 75,32       |
| Blancs et nuls   | Blancs et nuls  | Blancs et nuls | 195          | 1,40         | 384         | 2,79        |
| Exprimés         | Exprimés        | Exprimés       | 13 760       | 98,60        | 13 366      | 97,21       |
| * député sortant |                 |                |              |              |             |             |

### Élections de 1898
Les élections législatives françaises de 1898 ont eu lieu les 8 et 29 mai 1898.
| Candidat         | Candidat         | Parti          | Premier tour | Premier tour | Second tour | Second tour |
| Candidat         | Candidat         | Parti          | Voix         | %            | Voix        | %           |
| ---------------- | ---------------- | -------------- | ------------ | ------------ | ----------- | ----------- |
|                  | François Hugues* | Républicain    | 6 117        | 37,01        | 9 068       | 53,21       |
|                  | Henri Turot      | Socialiste     | 5 877        | 35,56        | 7 394       | 46,79       |
|                  | M. Touron        | Républicain    | 4 525        | 26,15        |             |             |
|                  |                  |                |              |              |             |             |
| Inscrits         | Inscrits         | Inscrits       | 20 258       | 100,00       | 20 231      | 100,00      |
| Abstentions      | Abstentions      | Abstentions    | 3 590        | 17,72        | 3 996       | 19,75       |
| Votants          | Votants          | Votants        | 16 668       | 82,28        | 16 235      | 80,25       |
| Blancs et nuls   | Blancs et nuls   | Blancs et nuls | 139          | 0,83         | 432         | 2,66        |
| Exprimés         | Exprimés         | Exprimés       | 16 529       | 99,17        | 15 803      | 97,34       |
| * député sortant |                  |                |              |              |             |             |

### Élections de 1902
Les élections législatives françaises de 1902 ont eu lieu le 27 avril et le 11 mai 1902.
| Candidat         | Candidat         | Parti          | Premier tour | Premier tour | Second tour | Second tour |
| Candidat         | Candidat         | Parti          | Voix         | %            | Voix        | %           |
| ---------------- | ---------------- | -------------- | ------------ | ------------ | ----------- | ----------- |
|                  | François Hugues* | Rép. prog.     | 6 401        | 37,00        | 9 068       | 54,59       |
|                  | Henri Turot      | PSF            | 6 376        | 36,85        | 7 544       | 45,41       |
|                  | M. Villeneau     | National.      | 4 525        | 26,15        |             |             |
|                  |                  |                |              |              |             |             |
| Inscrits         | Inscrits         | Inscrits       | 20 850       | 100,00       | 20 850      | 100,00      |
| Abstentions      | Abstentions      | Abstentions    | 3 355        | 16,09        | 3 821       | 18,33       |
| Votants          | Votants          | Votants        | 17 495       | 83,91        | 17 029      | 81,67       |
| Blancs et nuls   | Blancs et nuls   | Blancs et nuls | 193          | 1,10         | 417         | 2,45        |
| Exprimés         | Exprimés         | Exprimés       | 17 302       | 98,90        | 16 612      | 97,55       |
| * député sortant |                  |                |              |              |             |             |

### Élections de 1906
Les élections législatives françaises de 1906 ont eu lieu les 6 et 20 mai 1906.
| Candidat         | Candidat         | Parti          | Premier tour | Premier tour | Second tour | Second tour |
| Candidat         | Candidat         | Parti          | Voix         | %            | Voix        | %           |
| ---------------- | ---------------- | -------------- | ------------ | ------------ | ----------- | ----------- |
|                  | Onézime Caulier  | SFIO           | 7 585        | 43,22        | 8 105       | 46,42       |
|                  | François Hugues* | FR             | 6 563        | 37,40        | 9 354       | 53,58       |
|                  | M. Taisne        | ALP            | 3 400        | 19,38        |             |             |
|                  |                  |                |              |              |             |             |
| Inscrits         | Inscrits         | Inscrits       | 21 597       | 100,00       | 21 596      | 100,00      |
| Abstentions      | Abstentions      | Abstentions    | 3 801        | 17,60        | 3 972       | 18,39       |
| Votants          | Votants          | Votants        | 17 796       | 82,40        | 17 624      | 81,61       |
| Blancs et nuls   | Blancs et nuls   | Blancs et nuls | 248          | 1,39         | 165         | 0,94        |
| Exprimés         | Exprimés         | Exprimés       | 17 548       | 98,61        | 17 459      | 99,06       |
| * député sortant |                  |                |              |              |             |             |

### Élections de 1910
Les élections législatives françaises de 1910 ont eu lieu le 24 avril et le 8 mai 1910.
| Candidat         | Candidat         | Parti          | Premier tour | Premier tour | Second tour | Second tour |
| Candidat         | Candidat         | Parti          | Voix         | %            | Voix        | %           |
| ---------------- | ---------------- | -------------- | ------------ | ------------ | ----------- | ----------- |
|                  | Louis Ringuier   | SFIO           | 7 967        | 44,40        | 10 012      | 55,77       |
|                  | Abbé Bordron     | ALP            | 5 640        | 31,43        | 7 940       | 44,23       |
|                  | Frédéric Hugues* | AD             | 4 079        | 22,73        |             |             |
|                  | M. Deynaud       | Divers         | 258          | 1,44         |             |             |
|                  |                  |                |              |              |             |             |
| Inscrits         | Inscrits         | Inscrits       | 22 712       | 100,00       | 22 703      | 100,00      |
| Abstentions      | Abstentions      | Abstentions    | 4 440        | 19,55        | 4 225       | 18,61       |
| Votants          | Votants          | Votants        | 18 272       | 80,45        | 18 478      | 81,39       |
| Blancs et nuls   | Blancs et nuls   | Blancs et nuls | 328          | 1,80         | 526         | 2,85        |
| Exprimés         | Exprimés         | Exprimés       | 17 944       | 98,20        | 17 952      | 97,15       |
| * député sortant |                  |                |              |              |             |             |

### Élections de 1914
Les élections législatives françaises de 1914 ont eu lieu le 26 avril et le 10 mai 1914.
|                  | Louis Ringuier* | SFIO           | 10 002 | 56,10  |  |  |
|                  | Louis Vatin     | FR             | 3 192  | 17,90  |  |  |
|                  | Maurice Loncle  | PRD            | 2 918  | 16,37  |  |  |
|                  | M. Lesueur      | ALP            | 1 706  | 9,57   |  |  |
|                  |                 | Divers         | 12     | 0,06   |  |  |
|                  |                 |                |        |        |  |  |
| Inscrits         | Inscrits        | Inscrits       | 22 266 | 100,00 |  |  |
| Abstentions      | Abstentions     | Abstentions    | 4 098  | 18,40  |  |  |
| Votants          | Votants         | Votants        | 18 168 | 81,60  |  |  |
| Blancs et nuls   | Blancs et nuls  | Blancs et nuls | 338    | 1,86   |  |  |
| Exprimés         | Exprimés        | Exprimés       | 17 830 | 98,14  |  |  |
| * député sortant |                 |                |        |        |  |  |